# Kamienne Mleko
Kamienne Mleko – jaskinia w Wyżniej Bramie Chochołowskiej w Dolinie Chochołowskiej w Tatrach Zachodnich. Ma dwa otwory wejściowe na wysokości 1098 i 1096 metrów n.p.m. położone w skałach 100 metrów ponad dawnym schroniskiem Blaszyńskich, w obrębie Zawiesistej. Długość jaskini wynosi 430 metrów, a jej deniwelacja 30,3 metra. Występuje w niej tzw. „kamienne mleko” (miękkie utwory naciekowe), stąd nazwa.

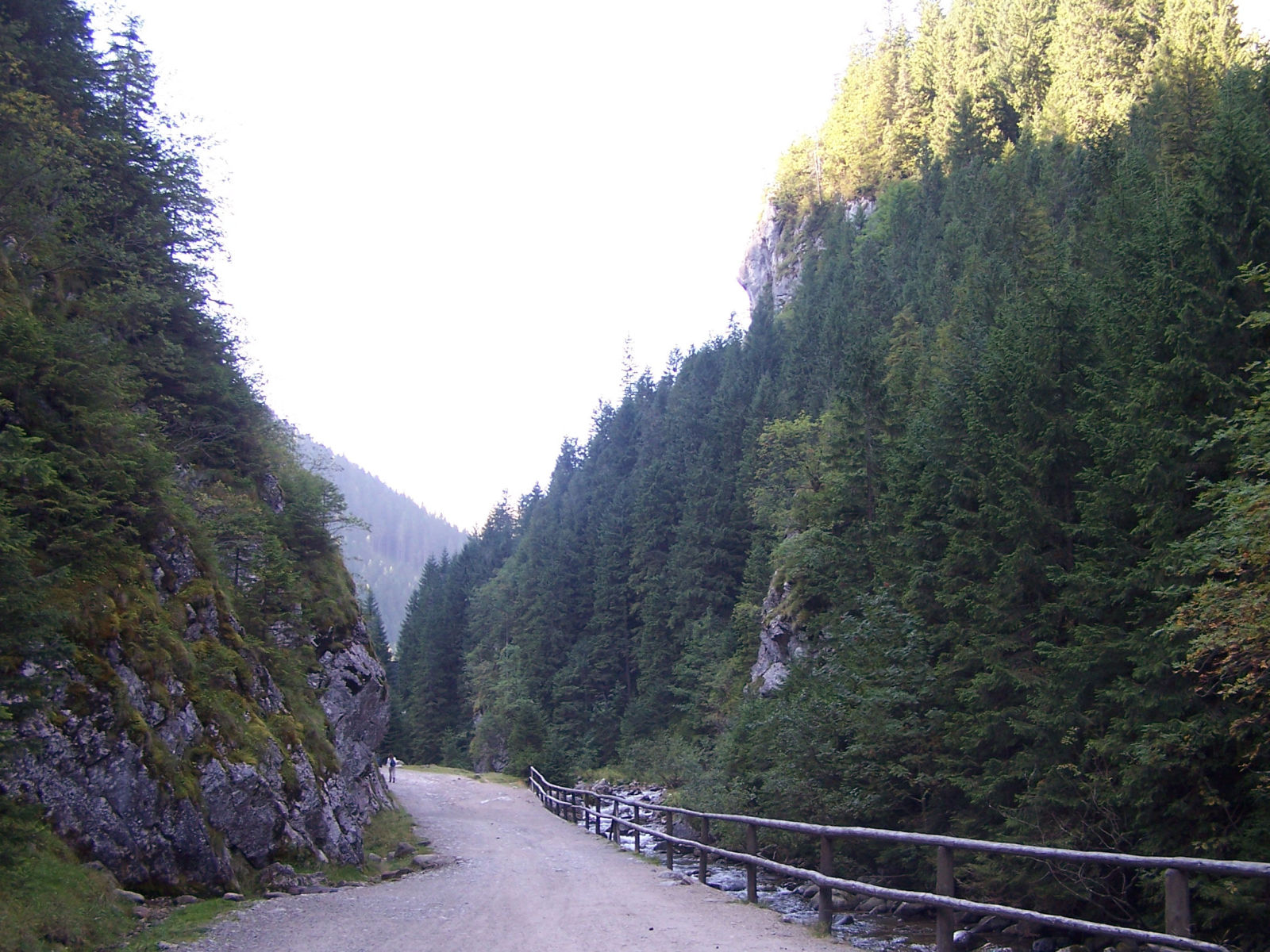
Wyżnia Brama Chochołowska

## Opis jaskini
W dużej wnęce skalnej znajdują się blisko siebie dwa otwory wejściowe. Głównym jest lewy. Prowadzi on ciasnym korytarzem do salki, a dalej przez szczelinę i próg do Komory pod Progiem (po drodze w bok odchodzi komin kończący się salką), skąd odchodzi parę korytarzy. Jeden z nich, bardzo ciasny, prowadzi do prawego otworu jaskini. Ciąg główny idzie prosto aż do rozgałęzienia, gdzie skręca w lewo, a na wprost prowadzi ciąg do Mlecznych Rur. Korytarz w ciągu głównym rozszerza się i idzie do komina (w bok odchodzą kończące się ślepo korytarze). Wspinając się kominem, dochodzi się do górnego piętra jaskini. Ciąg główny prowadzi tymczasem prosto do rozgałęzienia. Idąc prosto, po kilkunastu metrach dociera się do szczeliny kończącej się ślepo. W prawo znajduje się niepozorne wejście w zawalisko – Zawał. Po pokonaniu go dochodzi się do Salki po Zawale, a dalej do ciasnych korytarzyków, z których jeden prowadzi do Ostatniej Salki.
Mleczne Rury. Ciąg zaczyna się korytarzem w kształcie rury, doprowadzającym do rozgałęzienia. Jeden korytarz prowadzi do błotnego syfonu, drugim przez niewielką salkę dochodzi się do najniższego punktu w jaskini, trzeci idzie do Salki Fikro.
Górne piętro jaskini. Nad kominem rozpoczynają się trzy ciągi. Dwa po kilkunastu metrach kończą się ślepo, trzeci biegnie do szczeliny, gdzie znajduje się najwyższy punkt w jaskini.

## Przyroda
Jaskinia jest dawnym przepływem podziemnym Chochołowskiego Potoku. Można w niej spotkać stałe kałuże (np. w Ostatniej Salce) oraz okresowe (np. w Komorze pod Progiem).
Jaskinia ma bardzo bogatą szatę naciekową. Na ścianach występują grube warstwy mleka wapiennego, są też stalaktyty, stalagmity, polewy naciekowe i nacieki grzybkowe.
Zimują w niej nietoperze.

## Historia odkryć
Jaskinię odkryli w 1933 roku Jerzy Zahorski, Stefan Zwoliński i K. Niechaj, którzy pokonali ok. 70 metrów korytarzy. Opisali i nazwali ją Stefan i Tadeusz Zwolińscy. Dalsze badania miały miejsce w latach 1950–51 (Kazimierz Kowalski i Władysław Danowski).
Salkę Fikro odkryli w listopadzie 2005 roku Jakub Nowak i Rafał Suski. Ostatnią Salkę odkrył w grudniu 2007 roku Jakub Nowak, a w marcu 2008 roku Izabella Luty poznała końcowe korytarze w Mlecznych Rurach.